# Phyllis Schlafly
Phyllis Stewart Schlafly (Phyllis McAlpin Stewart de soltera; Saint Louis, Missouri, 15 d'agost de 1924 – Ladue, Missouri, 5 de setembre de 2016) va ser una conservadora de base i escriptora estatunidenca. Tenia opinions polítiques i socials conservadores, es va oposar al feminisme i a l'avortament, i va fer campanya amb èxit contra la ratificació de l'esmena sobre la igualtat de drets de la Constitució dels Estats Units. Es van vendre o distribuir de franc més de tres milions de còpies del seu llibre polèmic contra el líder republicà Nelson Rockefeller A Choice Not an Echo (1964). Va coescriure llibres sobre defensa nacional i va ser crítica dels acords de control d'armaments amb la Unió Soviètica. El 1972 va fundar l'Eagle Forum, un grup d'interès polític conservador, del qual va ser líder i executiva en cap fins a la mort el 2016 mentre encara era activa en causes conservadores.

## Infantesa i família
Phyllis McAlpin Stewart va néixer i créixer a Saint Louis (Missouri). Durant la Gran Depressió, el seu pare, John Bruce Stewart, va patir atur de llarga durada, començant el 1932. La seva mare, Odile Stewart (Dodge soltera), va tornar a treballar com a bibliotecària i professora d'escola. La Sra. Stewart va ser capaç de mantenir la família i Phyllis es va poder quedar en una escola per a noies catòliques. Abans de casar-se, la senyora Stewart treballava com a professora en una escola femenina privada a St. Louis. L'única germana de Phyllis era la seva germana petita Odile Stewart (Mecker de casada; 1930–2015). Phyllis va anar a la universitat i va fer estudis postuniversitaris.
El besavi de Schlafly, Stewart, un presbiterià, va emigrar d'Escòcia a Nova York el 1851 i es va traslladar cap a l'oest a través del Canadà abans d'establir-se a Michigan. El seu avi, Andrew F. Stewart, era un mestre mecànic a Chesapeake & Ohio Railway. El pare de Schlafly era maquinista i venedor d'equipament industrial, principalment per a Westinghouse. Se li va concedir una patent el 1944 per a un motor rotatiu.

## Formació
Schlafly va començar la universitat aviat i va treballar com a model durant un temps. Després de l'institut, va rebre una beca al Maryville College, però després d'un any, va ser transferida a la Universitat de Washington a St Louis. El 1944 es va graduar Phi Beta Kappa amb un Bachelor of Arts. El 1945 va rebre un Master of Arts en governança del Radcliffe College (la llavors exclusivament masculina Universitat Harvard n'era una institució coordinada). A Strike From Space (1965), Schlafly destaca que durant la Segona Guerra Mundial va treballar com «una artillera balística i tècnic a la planta de municions més gran del món». Va obtenir un Juris Doctor per la Universitat de Washington a la St. Louis el 1978.

## Opinions polítiques

### Esmena sobre la igualtat de drets
Schlafly va centrar la seva oposició a l'esmena en la defensa dels rols de gènere tradicionals, com ara que només els homes podien anar a la guerra. Va esgrimir que l'esmena eliminaria el reclutament exclusiu d'homes i asseguraria que les dones també fossin subjectes al reclutament obligatoria i se'ls requerís servir en combat, i que la defensa dels rols tradicionals de gènere serien una tàctica útil. A Illinois, els activistes contra l'esmena van fer servir símbols tradicionals de la mestressa de casa estatunidenca i van dur menjar fet a casa (pa, mermelada, pastissos de poma, etc.) als legisladors estatals amb els eslògans "Protegeix-nos de la mermelada congressional, vota contra la farsa de l'esmena" i "Estic a favor de la mama i del pastís de poma".
La historiadora Lisa Levenstein va dir que a finals del 1970 el moviment feministra havia intentat breument un programa per a ajudar les dones divorciades i vídues més grans. Moltes vídues no eren elegibles per a prestacions de la Seguretat Social, poques divorciades rebien pensions conjugals i, després d'una vida com a mestresses de casa, poques tenien habilitats amb què entrar al mercat de treball. Tanmateix, el programa va rebre crítiques dures d'activistes joves que donaven prioritat a dones pobres de minories abans que a dones de classe mitjana. Cap al 1980, la National Organization for Women havia reduït el programa perquè s'havien centrat gairebé exclusivament a la ratificació de l'esmena. Schafly va ocupar el buit polític deixat i va denunciar les feministes per abandonar les vídues i divorciades de classe mitjana més grans que estaven necessitades i va advertir que l'esmena podria decantar les lleis a favor dels homes, eliminant les proteccions legals que les dones més grans necessitaven urgentment.
Va dir que l'esmena havia estat pensada per beneficiar dones joves amb carrera i va avisar que si els homes i les dones havien de ser tractats igualment, aquesta condició social amenaçaria la seguretat de mestresses de casa de mitjana edat sense habilitats ocupacionals. També va esgrimir que l'esmena eliminaria les proteccions legals, com ara les pensions conjugals, i la tendència judicial que les mares divorciades rebessin la custòdia dels fills. Els seus arguments que es perdrien aquestes lleis protectores va fer forat entre les dones de classe treballadora.

### Qüestions femenines

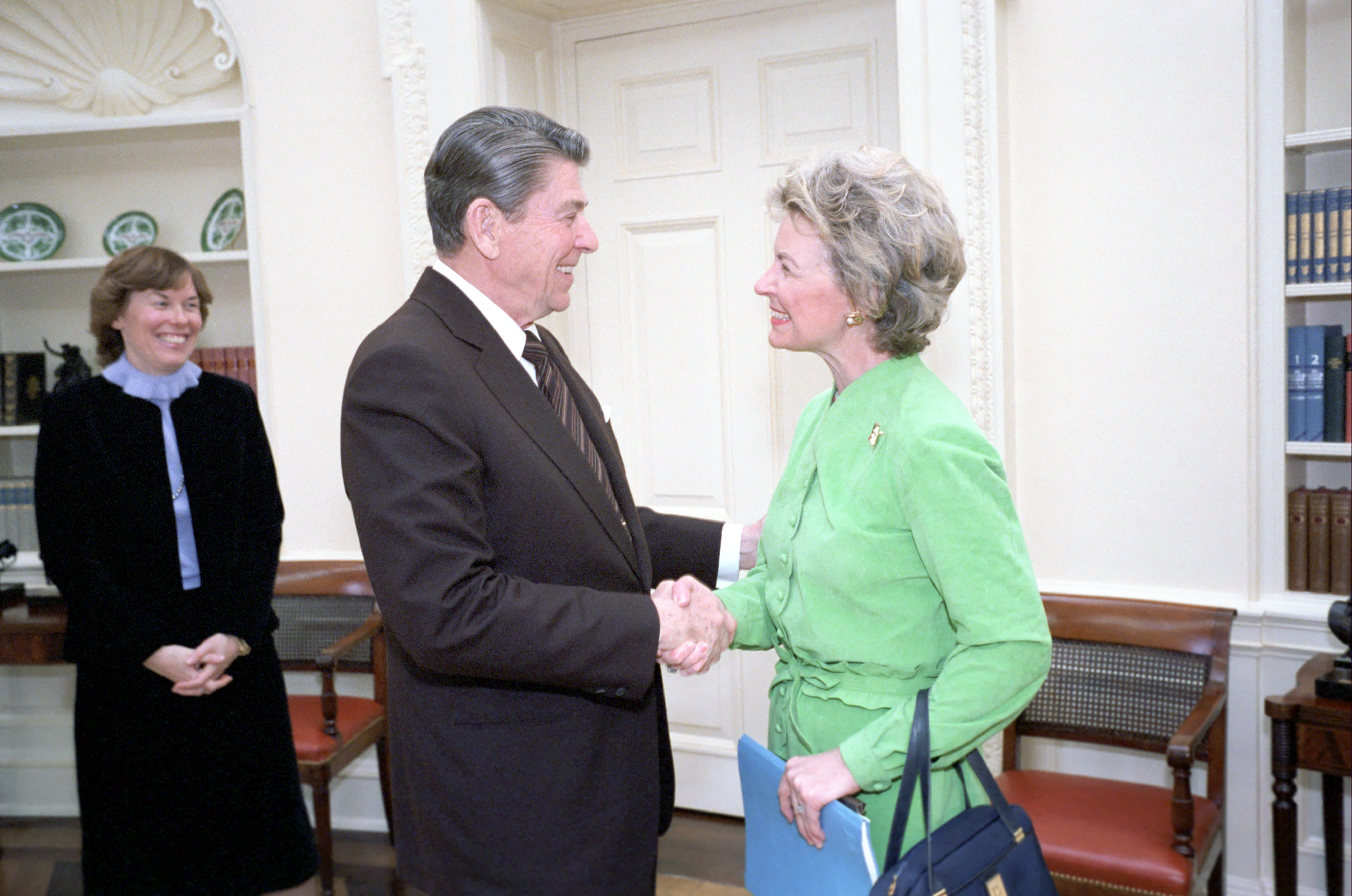
Schlafly amb el president Ronald Reagan.

Va dir en unes declaracions a la revista Time el 1978: "He cancel·lat discursos quan el meu marit ha pensat que havia estat fora de casa massa temps"
El març de 2007 va parlar en contra del concepte de violació maridal en un discurs al Bates College a Lewiston (Maine) i va dir "en casar-se, la dona accepta el sexe i no crec que se n'hi pugui dir violació".
En una entrevista el 30 de març de 2006 va atribuir la millora de les vides de les dones durant les darreres dècades del segle XX a ginys com ara l'assecador de roba interior o als bolquers d'un sol ús.
Va referir-se a Roe contra Wade com "la pitjor decisió en la història del Tribunal Suprem dels Estats Units" i va dir que "és responsable de la mort de milions de nadons no-nats".
El 2007, mentre treballava per derrotar la nova versió de l'esmena sobre la igualtat de drets, va advertir que obligaria els tribunals a aprovar els matrimonis homosexuals i a denegar les prestacions de la Seguretat Social a mestresses de casa i vídues.

### Nacions Unides i relacions internacionals
Al llarg dels anys va vilipendiar les Nacions Unides. En el 50è aniversari de l'ONU el 1995 va dir que era "una causa de dol i no de celebació. És un moment a esperances ridícules, compromisos vergonyants, traïcions als militars i un flux continu d'insults a la nostra nació. És el cavall de troia que l'enemic porta cap a nosaltres i atrau els americans per lluitar i morir en terres foranes sota una ensenya estrangera". Es va oposar a la decisió del president Bill Clinton el 1996 d'enviar 20.000 tropes a Bòsnia durant les Guerres de Iugoslàvia. Va destacar que les nacions balcàniques s'havien enfrontat entre sí durant 500 anys i va argumentar que l'exèrcit dels EUA no hauria de ser el "policia" de zones problemàtiques del món.
Abans de les eleccions congressionals de 1994, va condemnar la globalització a través de l'Organització Mundial del Comerç com "un atac directe a la sobirania, independència, llocs de treball i economia dels Estats Units […] cada país que ha de canviar les seves lleis per obeir les lleis d'una organització mundial ha sacrificat la seva sobirania".
A finals de 2006 va col·laborar amb Jerome Corsi i Howard Phillips per a crear una pàgina web en oposició a la idea d'una Unió Nord-americana, sota la qual els Estats Units, Mèxic i el Canadà compartirien moneda i estarien integrats en una estructura similar a la de la Unió Europea.
Durant la Guerra Freda, es va oposar als acords de control d'armaments amb la Unió Soviètica. El 1961 va escriure que "[el control d'armament] no aturarà l'agressió roja més que desarmar la policia local per aturar l'assassinat, el robatori i la violació".

### Sistema judicial
Schlafly va ser una crítica vocal del que va descriure com a "jutges activistes", particularment al Tribunal Suprem. El 2005 va suggerir que el Congrés hauria de parlar de fer una moció de censura al jutge Anthony Kennedy, fent referència al vot decisiu de Kennedy per abolir la pena de mort per menors.
L'abril de 2020, després que John Paul Stevens anunciés la seva jubilació com a jutge del Tribunal Suprem dels Estats Units va demanar que es nominés un veterà de l'exèrcit. Stevens havia sigut veterà i, amb la seva jubilació, el Tribunal corria "el risc de quedar-se sense cap ex-militar".

### Eleccions presidencials

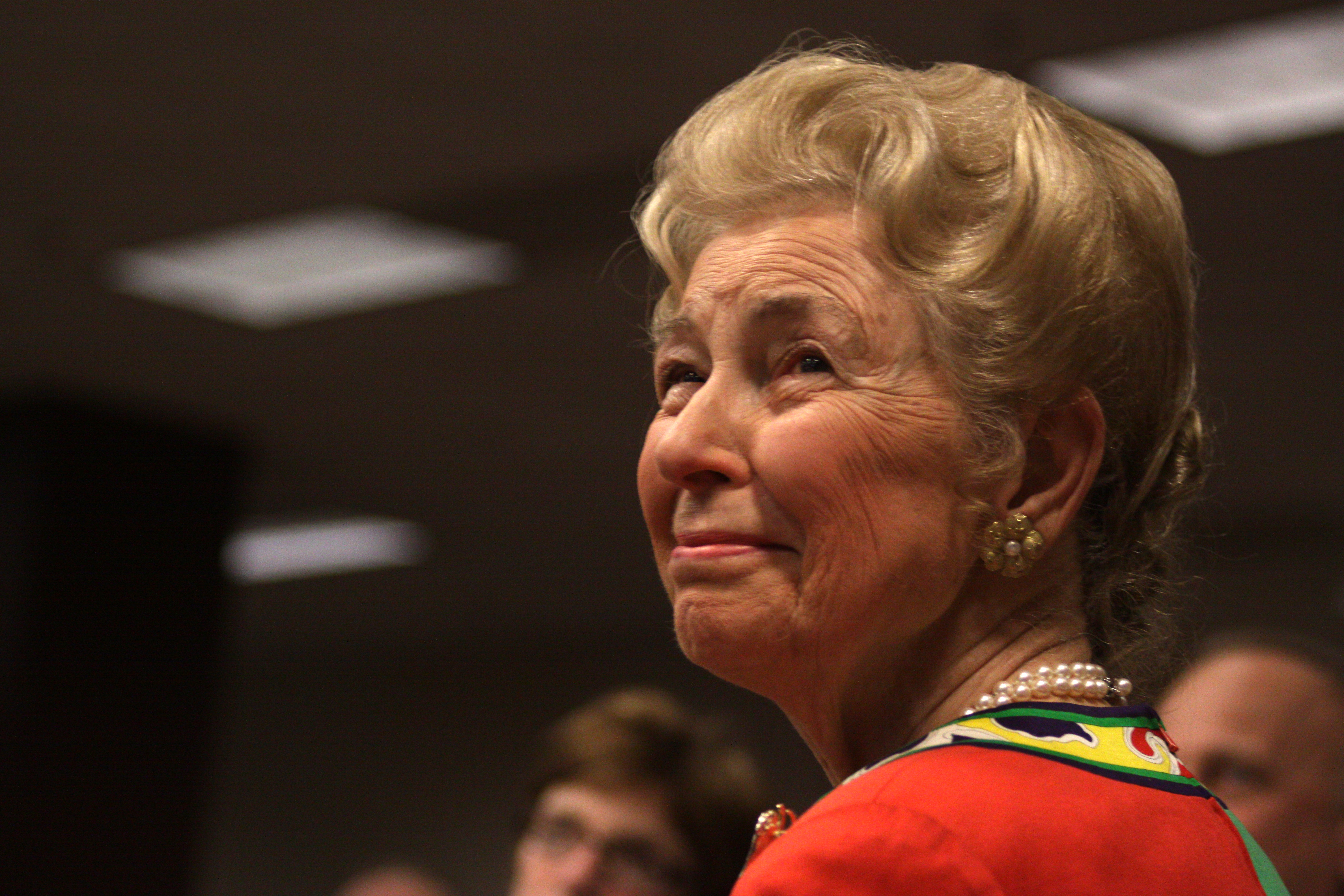
Schlafly a una reunió de conservadors a Des Moines (Iowa) el març de 2011.

Schlafly no va donar suport a cap candidat durant la nominació presidencial republicana de 2008 però va parlar en contra de Mike Huckabee i va dir que com a governador havia deixat el Partit Republicà a Arkansas "en ruïnes". A l'Eagle Forum, va convidar-hi el representant Tom Tancredo de Colorado, conegut per la seva oposició a la immigració il·legal. Abans de les eleccions va criticar Barack Obama com "un elitista que treballa amb les paraules".
Durant les eleccions va donar suport a John McCain. Quan Rush Limbaugh li va preguntar sobre el criticisme contra McCain va dir que "hi ha problemes, l'estem educant".
Schlafly va donar suport a Michele Bachmann el desembre de 2011 als caucus d'Iowa de les primàries presidencials republicanes de 2012 fent referència a la seva feina contra l'Obamacare i el dèficit i pel seu suport als "valors tradicionals".

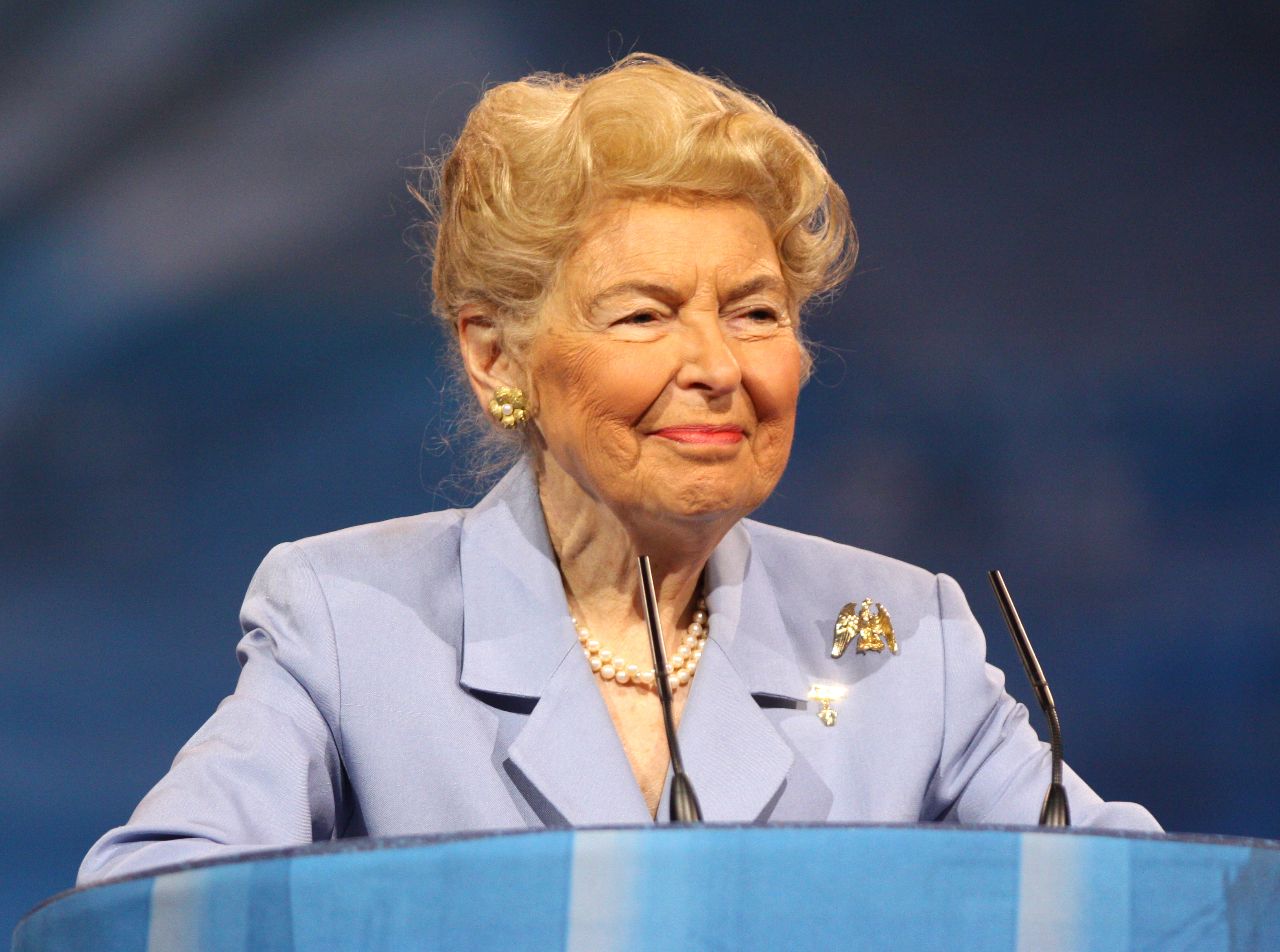
Schlafly parlant a la CPAC de 2013 a Washington DC.

El 3 de febrer de 2012 va anunciar que votaria Rick Santorum a les primàries republicanes de Missouri. El 2016 va donar suport a la candidatura de Donald Trump. Aquest suport va causar una ruptura a la junta de l'Eagle Forum. Va trencar amb sis membres dissidents, entre els quals la seva filla Anne Cori i Cathie Adams, la breu presidenta estatal del Partit Republicà de Texas. Adams va donar suport al senador per Texas Ted Cruz, el principal contricant de Trump que Adams considerava la tria més conservadora.
El seu últim llibre, The Conservative Case for Trump, es va publicar el 6 de setembre de 2016, l'endemà de la seva mort.

### Matrimoni entre persones del mateix sexe
Schlafly s'oposava al matrimoni entre persones del mateix sexe i a les unions civils. Va dir que "els atacs a la definició de matrimoni com la unió entre un home i una dona provenen del lobby homosexual que busca el reconeixement social del seu estil de vida". Relacionar l'esmena sobre igualtat de drets amb els drets LGBT i el matrimoni homosexual va tenir un paper en la seva oposició a l'esmena.

### Propostes immigratòries
Schlafly creia que el Partit Republicà havia de rebutjar les propostes de reforma en immigració; va dir que era un "gran mite" que necessités dirigir-se als latinos dels Estats Units. Va dir que "la gent a qui els republicans s'haurien de dirigir són els votants blancs, els votants blans que no van votar a les passades eleccions. Els propagandistes ens estan portant al mal camí... No hi ha cap evidència que tots aquest hispans provinents de Mèxic votin republicà".